# Amény (grand intendant)
Pour les articles homonymes, voir Amény.
Amény est un fonctionnaire égyptien de la XIIIe dynastie, portant le titre de grand intendant. À ce titre, il était le principal administrateur des domaines royaux.

## Généalogie
Le père d'Amény est un certain Tahaa et sa mère la maîtresse de maison Kemtet. On ne sait pas grand-chose d'eux.

## Attestation
Amény est connu par plusieurs stèles, une statue et des scarabées. 

## Grand intendant
En tant que grand intendant, Amény est, après le vizir et le trésorier, le fonctionnaire le plus important de la cour royale. Sur certains de ses monuments, il apparaît avec des titres de rang important, tels que « Membre de l'élite », « Responsable de l'action » et « Scelleur royal ». Sur une stèle d'une collection privée, il apparaît à côté du trésorier Senebsoumai, qui peut être daté jusqu'au milieu de la XIIIe dynastie et qui fournit un point de repère pour la datation d'Amény.